# Antroposphera
A Antroposphera - Instituto para o Desenvolvimento do Meio Ambiente, é uma ONG, situada em Curitiba, Paraná.
É uma organização não governamental, sem fins lucrativos ligados por convênio a instituições de ensino e pesquisa.